# Shea Whigham
Pour les articles homonymes, voir Whigham.
Shea Whigham, né le 5 janvier 1969 à Tallahassee en Floride, est un acteur américain.

## Biographie
En 2009, il joue pour la première fois le rôle de l'agent du FBI Michael Stasiak dans Fast and Furious 4 de Justin Lin, nouveau volet de la saga d'action automobile Fast and Furious.
De 2010 à 2014, il tient l'un des principaux rôles de la série Boardwalk Empire de Terence Winter, diffusée sur HBO. Portée par Steve Buscemi qui joue le rôle du politicien corrompu Enoch L. Johnson du temps de la prohibition, Shea Whigham joue le frère de ce dernier, l'actuel shérif d'Atlantic City. En 2014, il décrit le personnage comme étant l'« Everest » de sa carrière.
En 2012, il joue le frère de Bradley Cooper dans le film Happiness Therapy de David O. Russell.
En 2013, il joue le capitaine du yacht de Leonardo DiCaprio dans Le Loup de Wall Street de Martin Scorsese. La même année, il retrouve David O. Russell qui lui fait jouer l'assistant du maire incarné par Jeremy Renner dans le film American Bluff. Enfin, il reprend une première fois son rôle de l'agent du FBI Michael Stasiak dans Fast and Furious 6 de Justin Lin.
En 2014, il joue un pasteur dans la première saison de la série policière True Detective portée par le duo Matthew McConaughey et Woody Harrelson.
En 2015, il incarne le chef de la SSR Roger Dooley (en) dans la série Agent Carter, mettant en scène le personnage de Peggy Carter de nouveau incarné par Hayley Atwell comme dans ses autres apparatitions dans les différentes œuvres de l'univers cinématographique Marvel. Il joue également dans le thriller indépendant sur fond de road movie Cop Car de Jon Watts.
De 2016 à 2017, il participe à la série comique Vice Principals portée par Walton Goggins et Danny McBride, ce dernier étant également le cocréateur de la série avec Jody Hill.
En 2017, il fait partie de la large distribution du film Kong: Skull Island de Jordan Vogt-Roberts, deuxième volet du MonsterVerse après le film Godzilla de Gareth Edwards sorti en 2014. Il joue l'un des militaires menés par Samuel L. Jackson qui sont envoyés en soutien pour explorer l'Île du Crâne, repère de l'immense King Kong . Il joue également le père de Light Yagami, protagoniste de l'adaptation cinématographique du manga Death Note réalisée par Adam Wingard.

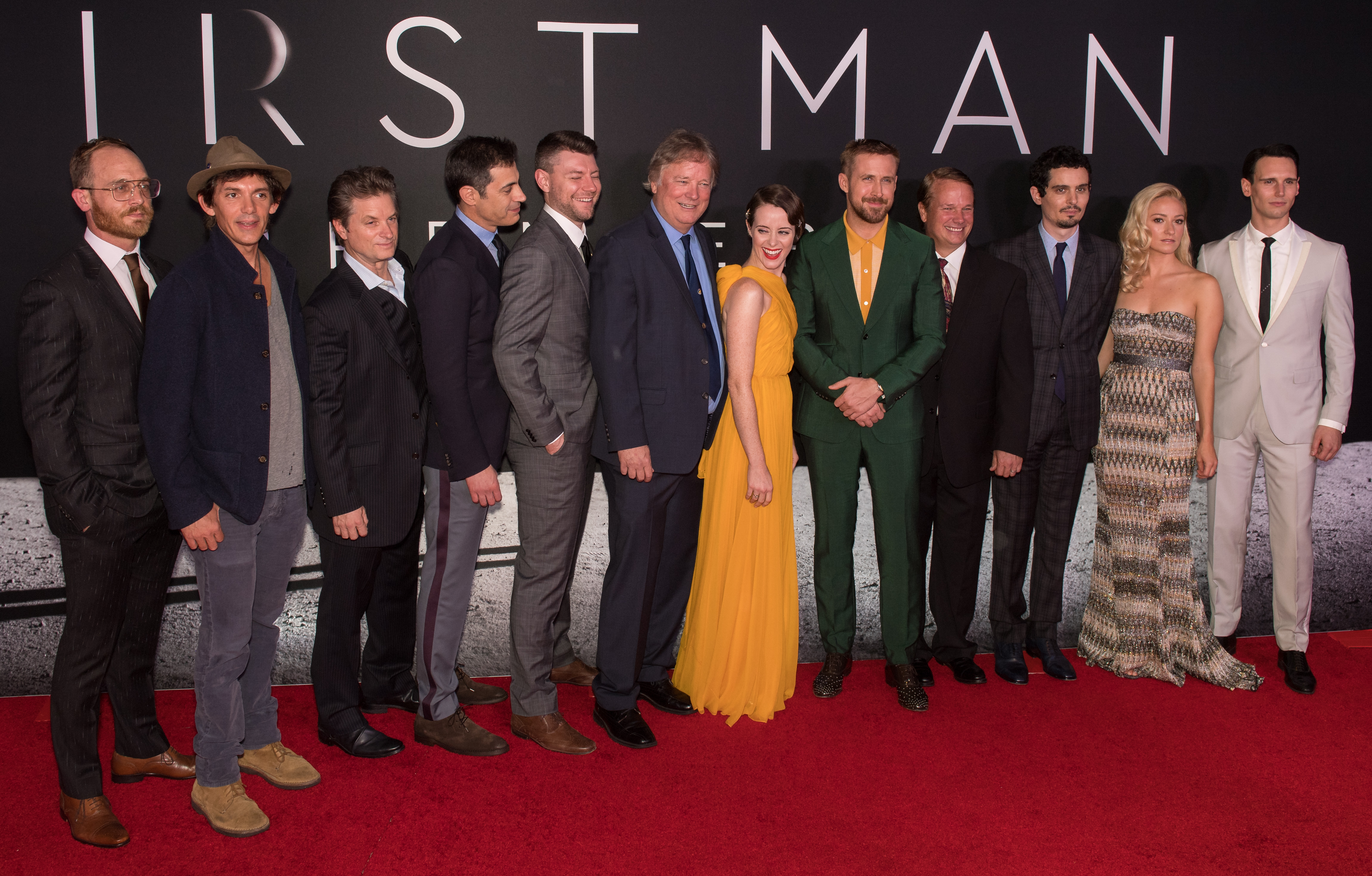
L'acteur en 2018 aux côtés de l'équipe du film First Man de Damien Chazelle.

En 2018, il incarne l'agent du FBI Mitch Decker dans la mini-série Waco, d'après le siège de Waco. La même année, il joue l'officier Frank Lyga qui a abattu Kevin Gaines dans le film City of Lies porté par Johnny Depp et Forest Whitaker, d'après le scandale Rampart ainsi que les meurtres des rappeurs Tupac Shakur et The Notorious B.I.G.
. Il participe également à la satire politique Vice d'Adam McKay, dans laquelle il incarne le père de Lynne Cheney, la femme du vice-président des États-Unis Dick Cheney qui est au centre du film. Il prête aussi ses traits à l'astronaute Virgil « Gus » Grissom dans First Man de Damien Chazelle, d'après la mission Apollo 11.
Toujours la même année, il apparaît également dans les films Opération Beyrouth de Brad Anderson, Le Joueur de base-ball était un espion de Ben Lewin, Sicario : La Guerre des cartels de Stefano Sollima et Sale temps à l'hôtel El Royale de Drew Goddard, ainsi que dans la première saison de la série Homecoming et la troisième saison de la série Narcos,,,. 
En 2019, Bill Camp et lui jouent deux policiers du GCPD de Gotham City dans le film de DC Comics Joker réalisé par Todd Phillips, avec Joaquin Phoenix dans le rôle-titre du « Clown Prince du crime ». Il apparaît également dans la première saison de la série Modern Love.
En 2020, il seconde Matthew Rhys dans la série judiciaire Perry Mason. Il reprend son personnage en 2023 pour la seconde et dernière saison.
En 2021, il reprend son rôle de l'agent du FBI Michael Stasiak dans Fast and Furious 9 de Justin Lin.
En 2022, il apparaît dans la mini-série Gaslit, dans laquelle il incarne Gordon Liddy, le chef des « plombiers » présents durant le scandale du Watergate.
En 2023, il retrouve brièvement Danny McBride dans la troisième saison de la comédie évangélique The Righteous Gemstones, dans laquelle il est grimé en pilote automobile. Il retrouve également cinq ans plus tard son personnage de l'agent du FBI Mitch Decker dans la mini-série Waco : L'Après. La même année, il prête sa voix au capitaine George Stacy dans le film d'animation Spider-Man: Across the Spider-Verse. Enfin, il incarne Jasper Briggs dans le film Mission impossible : Dead Reckoning de Christopher McQuarrie, septième volet de la franchise d'espionnage Mission impossible portée par Tom Cruise, rôle qu'il reprend en 2025 dans sa suite, Mission: Impossible - The Final Reckoning.

## Filmographie

### Cinéma

#### Longs métrages
- 2000 : Tigerland de Joel Schumacher : Pvt. Wilson
- 2002 : Bad Company de Joel Schumacher : Agent Wells (non crédité)
- 2003 : All the Real Girls de David Gordon Green : Tip
- 2004 : Kono yo no sotoe - Club Shinchugun de Junji Sakamoto : Russell Reade
- 2004 : Water de Jennifer Houlton : Daniel West
- 2005 : Garde rapprochée (Man of the House) de Stephen Herek : Ranger Holt
- 2005 : Les Seigneurs de Dogtown (Lords of Dogtown) de Catherine Hardwicke : Drake Landon
- 2006 : Petits suicides entre amis (Wristcutters: A Love Story) de Goran Dukić : Eugene
- 2006 : First Snow de Mark Fergus : Vincent McClure
- 2008 : South of Heaven de Jonathan Vara : Mad Dog Mantee
- 2008 : Le Prix de la loyauté (Pride and Glory) de Gavin O'Connor : Kenny Dugan
- 2008 : Splinter de Toby Wilkins : Dennis Farell
- 2009 : The Killing Room de Jonathan Liebesman : Tony Mazzolla
- 2009 : Spooner de Drake Doremus : Stan Manfretti
- 2009 : Fast and Furious 4 (Fast & Furious) de Justin Lin : Agent Stasiak
- 2009 : Bad Lieutenant : Escale à La Nouvelle-Orléans (The Bad Lieutenant: Port of Call New Orleans) de Werner Herzog : Justin
- 2009 : Blood Creek de Joel Schumacher : Luke Benny
- 2010 : Barry Munday de Chris D'Arienzo : Donald
- 2010 : Machete de Robert Rodriguez : Sniper
- 2010 : La Conspiration (The Conspirator) de Robert Redford : Captain Cottingham
- 2010 : Radio Free Albemuth de John Alan Simon : Phil
- 2011 : Take Shelter de Jeff Nichols : Dewart
- 2011 : La Défense Lincoln (The Lincoln Lawyer) de Brad Furman : Corliss
- 2011 : This Must Be the Place de Paolo Sorrentino : Ernie Ray
- 2011 : Sans compromis (Catch .44) d'Aaron Harvey : Billy
- 2012 : Miracle en Alaska (Big Miracle) de Ken Kwapis : Conrad, le pilote SAR
- 2012 : Savages d'Oliver Stone : Chad
- 2012 : Happiness Therapy (Silver Linings Playbook) de David O. Russell : Jake
- 2013 : Fast & Furious 6 de Justin Lin : Agent Stasiak
- 2013 : American Bluff (American Hustle) de David O. Russell : Carl Elway
- 2013 : Le Loup de Wall Street (The Wolf of Wall Street) de Martin Scorsese : le capitaine Ted Beecham
- 2014 : Non-Stop de Jaume Collet-Serra : agent Marenick
- 2015 : Cop Car de Jon Watts : Man
- 2015 : Lila and Eve de Charles Stone III (en) : l'inspecteur Holliston
- 2015 : Knight of Cups de Terrence Malick : Jim
- 2015 : A Country Called Home d'Anna Axster : Cole
- 2016 : En cavale (Term Life) de Peter Billingsley : Matty Miller
- 2017 : Kong: Skull Island de Jordan Vogt-Roberts : Earl Cole
- 2017 : Death Note de Adam Wingard : le père de Light
- 2018 : Opération Beyrouth (Beirut)  de Brad Anderson : Gary Ruzak
- 2018 : The Catcher Was a Spy de Ben Lewin : Joe Cronin
- 2018 : Sicario : La Guerre des cartels (Sicario: Day of the Soldado) de Stefano Sollima : Andy Wheeldon
- 2018 : First Man : Le Premier Homme sur la Lune de Damien Chazelle : Virgil Grissom
- 2018 : Sale temps à l'hôtel El Royale de Drew Goddard : Dr. Woodbury Laurence
- 2018 : Vice d'Adam McKay : Wayne Vincent
- 2018 : City of Lies de Brad Furman : Frank Lyga
- 2019 : Joker de Todd Phillips : l'inspecteur Burke
- 2020 : The Quarry de Scott Teems : le faux David Martin
- 2020 : Des Vampires dans le Bronx (Vampires vs. the Bronx) d'Osmany Rodriguez
- 2021 : Fast and Furious 9 de Justin Lin : l'agent Stasiak
- 2023 : Spider-Man: Across the Spider-Verse : le capitaine George Stacy (voix)
- 2023 : Fancy Dance : Franck
- 2023 : Mission impossible : Dead Reckoning (Mission: Impossible – Dead Reckoning) de Christopher McQuarrie : Jasper Briggs
- 2025 : Mission: Impossible - The Final Reckoning de Christopher McQuarrie : Jasper Briggs
- 2025 : F1 de Joseph Kosinski : Chip Hart

#### Courts métrages
- 2005 : Psychic Driving de John Albanis : Ryan Barrett
- 2015 : Peacock Killer de Boyd Holbrook : Man

### Télévision

#### Séries télévisées
- 1997 : Contes de l'au-delà (Ghost Stories) : Eric Duke (saison 1, épisode 8)
- 2004 : NIH : Alertes médicales (Medical Investigation) : Barrett Fidler (saison 1, 2 épisodes)
- 2006 : Urgences (ER) : Bobby Kenyon (saison 12, 3 épisodes)
- 2007 : Standoff : Les Négociateurs (Standoff) : Andre / Jared Kendall (saison 1, épisode 16)
- 2009 : Lie to Me : Jered Blunt (saison 1, épisode 9)
- 2009 : Numbers : Tom Kardum (saison 5, épisode 20)
- 2009 : Médium : Patrick Wilkes  (saison 6, épisode 7)
- 2010-2014 : Boardwalk Empire : Elias 'Eli' Thompson (56 épisodes)
- 2014 : True Detective : Joel Theriot (2 épisodes)
- 2015 : Agent Carter : Roger Dooley, le chef de la SSR (7 épisodes)
- 2015 : Justified : Driver (saison 6, épisode 12)
- 2016-2017 : Vice Principals : Ray Liptrapp (16 épisodes)
- 2017 : Fargo : Moe Dammick (saison 3, 5 épisodes)
- 2017 : Narcos : Agent Duffy[19] (saison 3, 2 épisodes)
- 2018 : Homecoming : Thomas Carrasco (8 épisodes)
- 2018 : Waco : Mitch Decker (6 épisodes)
- 2019 : Modern Love : Peter (2 épisodes)
- 2022 : Gaslit : Gordon Liddy (8 épisodes)
- 2023 : Waco : L'Après : Mitch Decker (5 épisodes)
- 2023 : The Righteous Gemstones : Dusty Daniels (saison 3, épisode 1)
- 2023 : Lawmen : L'Histoire de Bass Reeves (Lawmen: Bass Reeves) : George R. Reeves
- 2025 : À l'aube de l'Amérique (American Primeval) : Jim Bridger

#### Téléfilms
- 2001 : Submerged : Capt. Oliver Naquin
- 2004 : R.U.S./H. : Odell Tippy
- 2004 : Paradise : Jeremiah Alcott
- 2005 : Faith of My Fathers : Norris Overly

### Clip
- 2015 : Run the jewels: close your eyes (and count the fuck)

## Voix francophones
En version française, Stéphane Bazin est la voix régulière de Shea Whigham, qu'il double depuis 2010. En parallèle, Bruno Choël l'a également doublé à six occasions.